# Galina Sawinkowa
Galina Iwanowna Sawinkowa, po mężu Jermakowa (ros. Галина Ивановна Савинкова (Ермакова), ur. 15 lipca 1953 w Kemerowie) – rosyjska lekkoatletka reprezentująca Związek Radziecki, specjalistka rzutu dyskiem, była rekordzistka świata, medalistka mistrzostw Europy w 1982.

## Kariera sportowa
Zajęła 2. miejsce w rzucie dyskiem w finale pucharu Europy w 1981 w Zagrzebiu i 3. miejsce w zawodach pucharu świata w 1981 w Rzymie.
Zdobyła brązowy medal w rzucie dyskiem na mistrzostwach Europy w 1982 w Atenach, przegrywając jedynie z reprezentantkami Bułgarii Cwetanką Christową i Mariją Petkową. 
22 maja 1983 w Leselidze Sawinkowa najpierw poprawiła rekord ZSRR rzutem na odległość 71,50 m, a następnie ustanowiła rekord świata wynikiem 73,26 m. Na mistrzostwach świata w 1983 w Helsinkach zajęła 11. miejsce.
Na zawodach „Przyjaźń-84” rozgrywanych w Pradze dla lekkoatletek z państw bojkotujących igrzyska olimpijskie w 1984 w Los Angeles Sawinkowa zajęła 4. miejsce (zwyciężczyni Irina Meszynski z NRD odebrała jej rekord świata rezultatem 73,36 m). 9 września 1984 w Doniecku poprawiła rekord ZSRR wynikiem 73,28 m. Jest to do jej pory (luty 2021) rekord Rosji.
Zwyciężyła w finale A pucharu Europy w 1985 w Moskwie i zajęła 2. miejsce w zawodach pucharu świata w 1985 w Canberze. Na mistrzostwach Europy w 1986 w Stuttgarcie zajęła 6. miejsce, a w finale A pucharu Europy w 1987 w Pradze 4. miejsce.
Sawinkowa była mistrzynią ZSRR w rzucie dyskiem w 1984, wicemistrzynią w tej konkurencji w 1981 i 1983 oraz brązową medalistką w 1986. Zwyciężała również w zimowych mistrzostwach ZSRR w 1982, 1983 i 1986.